# じいさんばあさん若返る
『じいさんばあさん若返る』（じいさんばあさんわかがえる）は新挑限による日本の漫画作品。2019年10月26日に作者のTwitterとpixivに第1話が掲載され、2024年6月15日まで連載された。その後、2020年2月29日よりニコニコ漫画でも連載を開始し、『コミックアルナ』（KADOKAWA）にて2022年8月号（創刊号）より2024年8月号まで紙媒体でも連載された。2022年10月時点で単行本のシリーズ累計部数は電子版も含めて100万部を突破している。
メディアミックスとして、2020年11月21日にコミックス第2巻の発売を記念して、YouTubeの「KADOKAWAオフィシャルチャンネル」でボイスコミックが公開された。2023年8月9日にテレビアニメ化が発表され、2024年4月から6月まで放送された。

## あらすじ
青森県のある農村で余生を送っていた高齢夫婦の「正蔵」と「イネ」は、ある日を境に若返った。二人は若返りを納得すると、家族をはじめとする周りの人たちの理解も得ながら、新婚時代にはできなかった夫婦生活を満喫するようになる。

## 登場人物
声の項はテレビアニメ版のキャスト。正蔵、イネ、未乃、および詩織は、KADOKAWA公式のボイスコミックから継続となる。

### 斎藤家
斎藤 正蔵（さいとう しょうぞう）
声 - 三木眞一郎
通称は「じいさん」。ある日自分の農地に生えた金色のリンゴを食べ、それを契機に突如若返った。妻のイネと共に、青森県弘前市周辺の農村の一軒家で林檎農家として暮らしている。若返りの後は家族や周りの人たちに事実を伝え、理解を得ている。昭和初期の生まれという設定で、結婚してから58年。イケメンな上に、林檎農業で鍛えた引き締まった身体を持つ。家や近所では腹巻きを愛用している。若いころは家業が忙しく学校に行ってなかったのもあり、時折図書館などに行っては独学で勉強している。
斎藤 イネ（さいとう イネ）
声 - 能登麻美子
通称は「ばあさん」。ある日金色のリンゴを食べ、それを契機に突如若返った。夫の正蔵と共に暮らしている。旧姓佐々木。妻として高齢になるまで正蔵を支え、若返りの後は新婚時代にできなかったことを夫と共に楽しんでいる。アイドルやモデルとしても通じる美貌とプロポーションを持つ。正蔵とは恋愛結婚だったが、正蔵の父親は「自分の友人の娘と見合いさせるつもりだった」ため、正蔵と正蔵の父親が殴り合いの喧嘩に発展し、一時は駆け落ちも考えたという。かつては華族の令嬢として東京で何不自由ない生活を送っていたが、戦時中に両親を亡くし、終戦後の農地改革で父方の一族が離散したこともあって母親の親戚へ住み込みで働いていた時に正蔵と出逢い恋に落ちた。暑い時期には頬被りとサンバイザーを、寒い時期には毛糸の帽子に角巻を巻いて外出している。
斎藤 義明（さいとう よしあき）
声 - 興津和幸、宮咲あかり（幼い義明）
イネと正蔵の息子（長男）。職業は会社員。当初は正蔵とイネの若返りに困惑していたが、妻の楓や娘の未乃とともに、若返り後の二人を支える良き理解者となった。正蔵によれば、死んだ正蔵の父によく似ているとのこと。学生時代はグレていたことがある。
斎藤 楓（さいとう かえで）
声 - 櫻井智
義明の妻。職業は看護師で、夫との出会いは喧嘩の治療をしたことがきっかけ。正蔵とイネの若返りを知った二人目の人物。未乃と同様に、若返り後の正蔵のスタイルの良さと、何よりも自身の好みにどストライクだったため魅了されている。娘と同じくイケメン好き。
斎藤 未乃（さいとう みの）
声 - 三上枝織
義明と楓の娘。北町高校普通科在籍。正蔵とイネの若返りを知った一人目の人物。優しい性格の学生で、若返り前は正蔵とイネを時々訪問していたが、若返り後は頻繁に二人と親しみ合うようになった。若返り後の正蔵とイネに魅了された。誰とでも接する性格からマドンナ的な人気者である一方、五十嵐将太のことも気にかけている。
斎藤 貴弘（さいとう たかひろ）
声 - 山中真尋、城咲名津（幼い貴弘）
イネと正蔵の息子（次男）。義明と同様に二人の若返りに困惑したが、良き理解者となった。子供時代に母のイネが病弱だったため、母を救おうと医者になり、自力で診療所を開設した。
斎藤 詩織（さいとう しおり）
声 - 東山奈央
貴弘の娘。北町高校特別進学科在籍。進路選択に悩んでおり、父と喧嘩をして正蔵とイネの元へ駆け込んだ。おばあちゃん子であり、時々イネに悩みを打ち明けたりしている。親戚で同年齢の未乃には懐かれており、そんな彼女の対応に困っている。
中田 明美
声 - 浅野真澄
イネと正蔵の娘（長女）。結婚して東京の武蔵境駅付近に移住しており、現在は子育てで忙しいとのこと。夫・定男との間に息子二人、娘一人がおり、長男・真司と長女・恵はそれぞれ結婚し独立しているため、夫と高校生の次男・俊介との三人暮らし。真司とその妻・和子の間には孫（正蔵とイネにとってのひ孫）の幸助が生まれている。

### 五十嵐家
五十嵐 兵助（いがらし へいすけ）
声 - てらそままさき
北町町会長で、18歳のころにイネに告白したが正蔵を選んだため、以後は正蔵を一方的にライバル視し、町内対抗体育会などで南町（＝正蔵）に因縁を付けている。妻・美佐子とは3年前に死別しており、今でも時折思い出している。
五十嵐 大輝（いがらし だいき）
声 - 宮沢拓弥
兵助の孫。北町高校3年生で野球部キャプテン。身体能力が高く、甲子園を目指している。
五十嵐 将太（いがらし しょうた）
声 - 寺島惇太
兵助の孫。北町高校2年生でサッカー部エース。未乃とは同級生で、学校のマドンナである彼女に恋心を抱きつつも、コミュ障の自分にとっては高嶺の花だと遠巻きに見ているが、また正蔵は未乃に相応しい相手だと影ながら応援している。サッカー選手を目指し上京する予定だが、斎藤家との触れ合いを通じて故郷への恩返しもしたいと考えている。

### 高橋家
高橋 一（たかはし はじめ）
声 - 檜山修之
聡の祖父。東町在住の元警察官。正蔵・イネ夫妻と同じく金の林檎を食べて若返った。
高橋 セツ（たかはし セツ）
声 - 小林ゆう
聡の祖母。正蔵・イネ夫妻と同じく金の林檎を食べて若返った。
高橋 聡（たかはし さとし）
声 - 梶川翔平
詩織の志望先である大学医学部に在籍する青年。突然若返った祖父母の健康面を心配し、若返り伝説について図書館で調べているときに詩織と知り合う。

### その他
かっちゃ
声 - 高谷智子
正蔵・イネの友人。津軽弁の訛りがひどく、未乃などの今の世代では理解し辛いほど。弘前中央食品市場内で店を営んでおり、それまでお互い高齢なのもあり家の訪問くらいしか会う機会がなかったが、イネが若返ってからは買い物で足を運んでは会話をしている。ひ孫がおり、未乃をひ孫の嫁にしようとしたがイネにやんわりと断られた。夫とは死別している。
南町老人会の皆様
正蔵・イネが若返っていることに神様はいると理解しており、御婦人達は正蔵のファンクラブを結成し、光吉・松之助をはじめとする男性陣はイネの若々しい姿に、血圧が高くなる危険性を伴いながらもときめいている。
大道寺 英雄
正蔵の小学校からの親友で元県知事・市議会議員。老齢ながらに酒を控えており、正蔵が若返っていたことに寿命を分けろとぼやいている。
木村 武一
正蔵の親友で建設会社社長。
佐々木 ツル（ささき ツル）
声 - 田中奏多
イネの姉で、現在は貴弘の診療所に入院中。認知症も患っており、時折訪れるイネを亡き母と重ねて甘え、胸中を察したイネも母親として応えている。
鈴木 鉄二（すずき てつじ）
コミックスの書き下ろし漫画に登場。正蔵の同期で自動車整備工を営んでいる。若いころは幾多の車を改造したチューナーであり、正蔵が若返り、高い運転技術を持っているのもあって再びチューナーとしての火がついたのか、軽トラを修理に持ってくる度に無断で改造しており、足回りはもちろんエンジンも換装している。
咲と春菜
未乃のクラスメイトにして友人。最近南町に美形の白髪カップル（正蔵とイネ）が目撃されていることに興味を抱き、後に正蔵が未乃を迎えに学校に来た際に未乃の彼氏かと驚愕し、将太の提案で未乃の親戚として紹介された。
学生コンビ
声 - 乙幡美成、長江里加
本名不明。南町に自宅がある男子学生の2人組。田舎を嫌って東京に行きたがっているが、正蔵・イネの作業を目撃して「カッコイイ人はどこでもカッコイイ」と気づいたのか、地元に残るのも悪くないと感じ始めている。
林檎の樹
声 - 斎藤千和
コミックス第1巻の描き下ろし漫画「りんごの泪」にて登場。斎藤家の林檎農園で正蔵とイネの結婚祝いに植樹され、その後も2人に大事に育てられ、数年前の台風の時に幹が折れた際も2人の努力もあり延命できた。正蔵のイネを想う心を聴き、今まで育ててくれた恩返しにと自身の力を振り絞って一粒の黄金の林檎を実らせ2人に食べさせ、若返った2人に感謝し朽ち果てた。

## 書誌情報
- 新挑限『じいさんばあさん若返る』KADOKAWA〈MFC〉、全8巻
  1. 2020年6月22日発売[62][63]、ISBN 978-4-04-064532-2
  2. 2020年11月21日発売[7][64]、ISBN 978-4-04-065981-7
  3. 2021年4月23日発売[65][66]、ISBN 978-4-04-680353-5
  4. 2021年10月22日発売[67][68]、ISBN 978-4-04-680727-4
  5. 2022年4月22日発売[69][70]、ISBN 978-4-04-681336-7
  6. 2022年10月21日発売[6][71]、ISBN 978-4-04-681799-0
  7. 2023年8月16日発売[72][73]、ISBN 978-4-04-682378-6
  8. 2024年6月21日発売[74]、ISBN 978-4-04-683683-0

## 背景
作者は本作の執筆動機について、インタビューで「前作（商業デビュー作）の『幼なじみになじみたい』は大学生カップルが主人公のオーソドックスなラブコメだったので、それとは違う方向性にしようと思った」として、「すでに付き合っている男女の話にしたかった」「女性読者にも好かれるような魅力的な男性キャラを描きたかった」というところから「人生経験豊富な老夫婦が見た目だけ若返ったら……というアイデアにたどり着いた」と語っている。主人公の正蔵については昭和初期の生まれという設定だが「フィクションということで、細目で前髪を下ろしている現代風なイケメン顔」としつつ、「ただかっこいいだけだと面白みがないから、服はダサいままという部分でバランスを取っている」。
第2巻で正蔵が一時的に元の姿に戻るが、これには「じいさまを元の姿に戻すことで、あくまでもお互いの内面に好意を持っているのだと示したくて」という意図があった。また、「自分でもふたりがお年寄りだったことを忘れてしまいそうになるときがあったんです。初心に帰る意味も込めて」とも語っている。読者からは「早く（若い姿に）戻して」という要望が殺到したが、「今の路線のままだといつかネタ切れしてしまうと思っていましたし、長期的に見ればこういう話も必要だろうという判断で」として、しばらくの間老人の姿のまま話を進めた。
作中の舞台が青森県の理由は、作者が生まれも育ちも青森というところに由来しており、地元には愛着もあるため「高齢化や過疎化など大きなテーマを描くときはプレッシャーも感じますが、この作品がそういったことを考えるひとつのきっかけになれば嬉しい」「青森に対する感謝や恩返しのような気持ち」と語っている。
なお、商業化は狙ったものではなく、あくまで個人作品として投稿していたところ、4話目あたりで知り合いの担当者から単行本化の打診を受けたという。

## テレビアニメ
2024年4月から6月までAT-Xほかにて放送された。

### スタッフ
- 原作 - 新挑限[77]
- 監督 - 西田正義[77]
- シリーズ構成・脚本 - 菅原雪絵[77]
- キャラクターデザイン - たかはしなぎさ[77]
- サブキャラクターデザイン - 濵田悠示[78]、田邉真帆[78]
- 美術監督 - 石田知佳[78]
- 色彩設計 - 佐々木梓[78]
- 撮影監督 - 田村淳[78]
- 編集 - 柳圭介[78]
- 音響監督 - 阿部信行[78]
- 音響効果 - 鈴木潤一郎
- 音楽 - 長谷川智樹[77]
- 音楽制作 - 日本コロンビア
- 音楽プロデューサー - 植村俊一
- プロデューサー - 上田清香、武本健太郎、藤原由紀子、谷口博康、飯塚彩
- アニメーションプロデューサー - 平田実[78]
- アニメーション制作 - 月虹[77]
- 製作 - じいさんばあさん若返る製作委員会

### 主題歌
「君がおじいちゃんあたしがおばあちゃん」
コレサワによるオープニングテーマ。作詞・作曲はコレサワ、編曲はひぐちけい。
「添い遂げYO-YO!!」
正蔵（三木眞一郎）&イネ（能登麻美子）によるエンディングテーマ。作詞は黒木人生、作曲は俊龍、編曲はよる。

### 各話リスト
| 話数   | サブタイトル                         | 絵コンテ | 演出            | 作画監督 | 総作画監督                       | 初放送日      |
| ------ | ------------------------------------ | -------- | --------------- | --- | -------------------------------- | ------------- |
| 第1話  | じいさんばあさんと運動会             | 西田正義 | 西田正義        | 濵田悠示 西川真人 櫻井拓郎 小山りょう 藤田正幸 竹ノ内友樹 長田雄樹 | たかはしなぎさ                   | 2024年 4月7日 |
| 第2話  | じいさんばあさんの子供たち           | 西田正義 | 西田正義        | 青木昭仁 寒川顕一 藤田正幸 宮田奈保美 村田陽祐 | たかはしなぎさ 田邉まほ          | 4月14日       |
| 第3話  | じいさん、じいさんに戻る             | 西田正義 | 粟井重紀 毛応星 | 慧敏 明光 景園 龍光 | たかはしなぎさ 濵田悠示          | 4月21日       |
| 第4話  | じいさんばあさんと文化祭             | 又野弘道 | 又野弘道        | 宮田奈保美 竹本早耶香 寒川顕一 濵田悠示 藤田正幸 | たかはしなぎさ 田邉まほ          | 4月28日       |
| 第5話  | ばあさん、記憶が若返る               | 西田正義 | 金元会          | 西川真人 はっとりますみ 小山りょう 長田雄樹 張毅成 | たかはしなぎさ 濵田悠示 田邉まほ | 5月5日        |
| 第6話  | じいさんばあさんの新婚旅行〜東京編〜 | 西田正義 | 西田正義        | 藤田正幸 藤彩七 遠藤里蘭 江島あかり 秦相子 竹内寛 高橋菜奈 懸田扇子 齋花 氣田汐理 大川真世 小林タマミ 祥果 西原千晶 鈴木莉乃 等々力美穂 川本和隆 高市彩加 清水椋大 紫灯珈 矢田起也 上赤由香里 張金浩 | たかはしなぎさ 濵田悠示 田邉まほ | 5月12日       |
| 第7話  | じいさんばあさんの新婚旅行〜熱海編〜 | 西田正義 | 竹澤清貴        | ふくだのりゆき 櫻井拓郎 永田有香 | たかはしなぎさ 田邉まほ          | 5月19日       |
| 第8話  | 新たなじいさんばあさん現れる         | 山﨑茂   | 山﨑茂          | 藤田正幸 約拿単 グレーン | たかはしなぎさ 濵田悠示 田邉まほ | 5月26日       |
| 第9話  | じいさんばあさんと夏祭り             | 西田正義 | 粟井重紀        | 藤田正幸 慧敏 明光 龍光 星野園 鑫月 約拿単 | たかはしなぎさ 濵田悠示 田邉まほ | 6月2日        |
| 第10話 | じいさんばあさんの日常               | 髙木啓明 | 髙木啓明        | 宮田奈保美 竹本早耶香 寒川顕一 濵田悠示 藤田正幸 西川真人 保村成 グレーン | たかはしなぎさ 濵田悠示 田邉まほ | 6月9日        |
| 第11話 | じいさんばあさんと冬休み             | 西田正義 | 西田正義        | ふくだのりゆき 長田雄樹 高瀨大輝 別所正直 小山りょう | たかはしなぎさ 濵田悠示 田邉まほ | 6月16日       |

### 放送局
| 放送期間               | 放送時間                     | 放送局     | 対象地域 | 備考                                            |
| ---------------------- | ---------------------------- | ---------- | -------- | ----------------------------------------------- |
| 2024年4月7日 - 6月16日 | 日曜 23:30 - 月曜 0:00       | AT-X       | 日本全域 | 製作参加 / CS放送 / 字幕放送 / リピート放送あり |
| 2024年4月8日 - 6月17日 | 月曜 0:30 - 1:00（日曜深夜） | TOKYO MX   | 東京都   |                                                 |
|                        | 月曜 0:45 - 1:15（日曜深夜） | KBS京都    | 京都府   |                                                 |
|                        | 月曜 1:00 - 1:30（日曜深夜） | サンテレビ | 兵庫県   |                                                 |
|                        | 月曜 1:05 - 1:35（日曜深夜） | BS11       | 日本全域 | BS放送 / 『ANIME+』枠                           |
|                        | 月曜 1:55 - 2:25（日曜深夜） | 青森放送   | 青森県   | 舞台地・原作者の出身地                          |

| 配信開始日    | 配信時間                   | 配信サイト |
| ------------- | -------------------------- | --- |
| 2024年4月8日  | 月曜 0:00（日曜深夜） 更新 | ABEMA Netflix |
| 2024年4月13日 | 土曜 0:00（金曜深夜） 更新 | dアニメストア Prime Video Lemino ニコニコ生放送 ニコニコチャンネル バンダイチャンネル Hulu TELASA J:COM STREAM milplus U-NEXT アニメ放題 FOD DMM TV music.jp ビデオマーケット カンテレドーガ HAPPY!動画 クランクイン!ビデオ |

### BD
| 巻  | 発売日        | 収録話         | 規格品番   |
| --- | ------------- | -------------- | ---------- |
| BOX | 2024年7月24日 | 第1話 - 第11話 | ZMAZ-17531 |

### 朗読劇
2024年8月11日に東京都・科学技術館サイエンスホールにて、KADOKAWAの主催により、全2公演が行われた。脚本・演出は早川康介。出演者は、三木眞一郎（正蔵 役）、能登麻美子（イネ 役）、三上枝織（未乃 役）、東山奈央（詩織 役）ら。